# Caloptilia dubatolovi
Caloptilia dubatolovi (лат.) — вид молей-пестрянок (Gracillariidae) из рода Caloptilia. Россия, эндемик Дальнего Востока (юг Хабаровского края, «Большехехцирский заповедник»). Длина переднего крыла 4,5 мм. Общая окраска сероватая с коричневыми отметинами. Морфологически близок к широкораспространённому виду Caloptilia elongella (Linnaeus, 1761). Вид был впервые описан в 2007 году энтомологом Светланой Владимировной Барышниковой (Санкт-Петербург, Зоологический институт РАН) и назван в честь российского лепидоптеролога Дубатолова Владимира Викторовича (Новосибирск, Институт систематики и экологии животных СО РАН).